# Dolina aluwialna

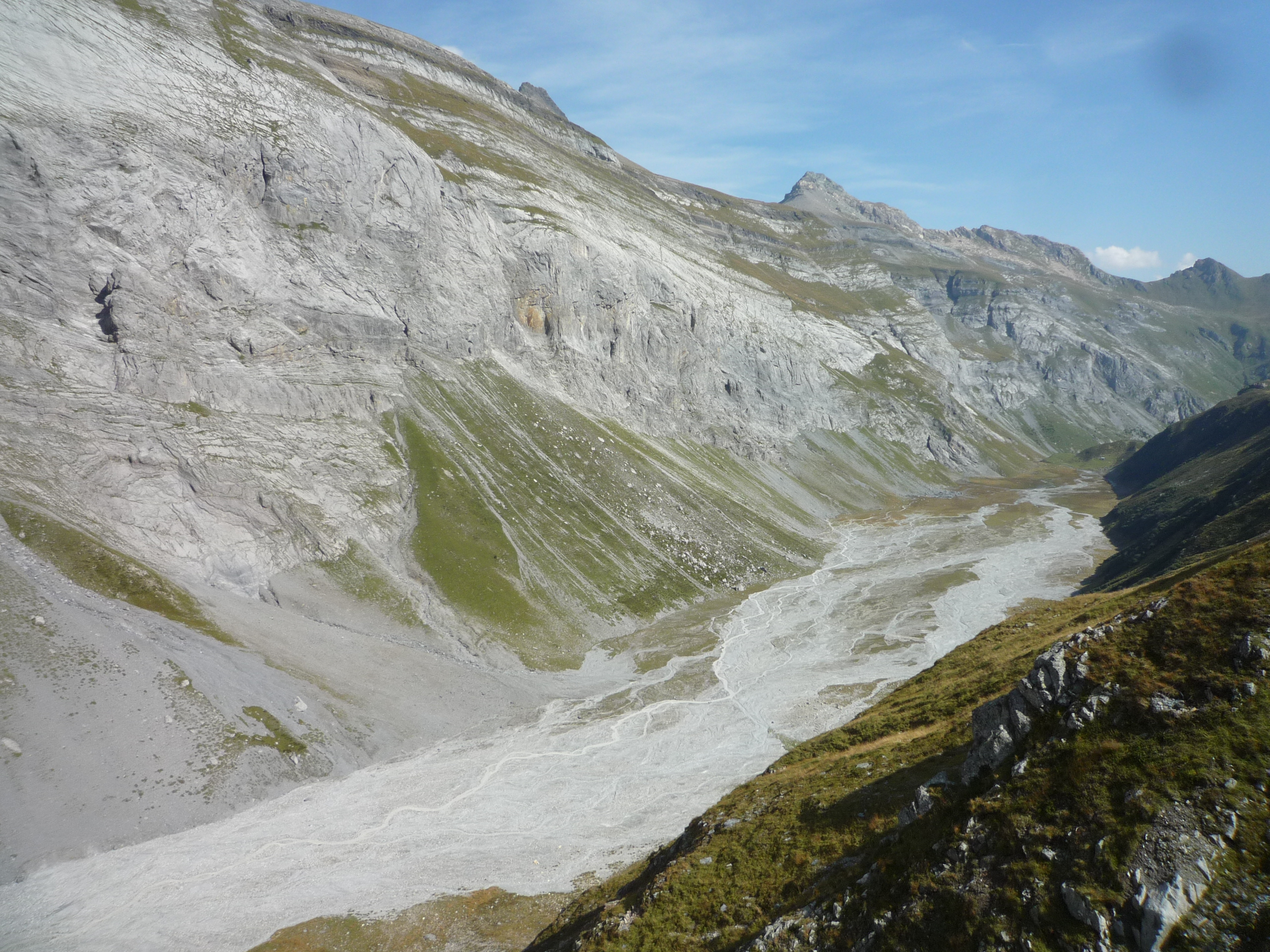
Dolina aluwialna w Szwajcarii

Dolina aluwialna – dolina powstała w wyniku naniesienia na dany teren mułu rzecznego (np. w przypadku Mezopotamii – z rzek Tygrys i Eufrat).